# Gantscho Zenow

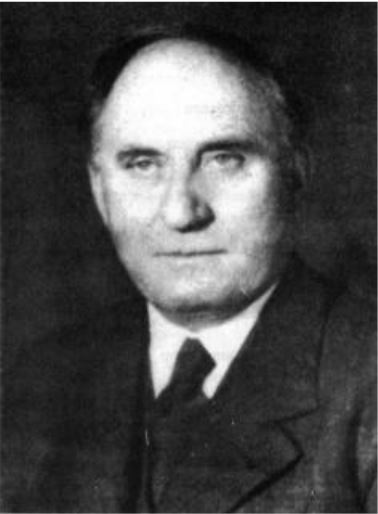
Gantscho Zenow (1935)

Gantscho Zenow, veraltet Tzenoff (bulgarisch Ганчо Ценов; * 19. Juni 1870 in Bojniza, Region Widin, Bulgarien; † 25. September 1949 in Berlin) war ein bulgarischer Historiker.

## Leben und Wirken
Zunächst studierte er Geschichte an der Universität Sofia und arbeitete zwei Jahre als Lehrer für Geschichte an der Knabenschule in Widin. Dann begab er sich in den Dienst des Verteidigungsministeriums, das ihn 1899 zur Spezialisierung nach Deutschland delegierte. An der Universität Berlin wurde er 1900 promoviert. Dort blieb er langjährig als Lektor und Dozent. Insbesondere befasste er sich mit der Geschichte des bulgarischen Volkes in der Spätantike und im Frühmittelalter. Mit der finanziellen Unterstützung durch seine deutsche Frau unternahm er dazu umfangreiche archivische Studien, die ihn bis in die Vatikanische Bibliothek führten. Er entwickelte die Hypothese von der autochthonen Herkunft der bulgarischen Bevölkerung auf der Balkanhalbinsel, was er erstmals 1910 in seinem Hauptwerk Der Ursprung der Bulgaren und der Beginn des bulgarischen Staates und der bulgarischen Kirche vertrat. Mit dieser Auffassung widersprach er jedoch der offiziellen bulgarischen Geschichtsschreibung, weshalb auch seine zweifache Kandidatur für eine Professur an der Universität Sofia wegen „pathologischer Anomalien“ abgelehnt wurde. Seine Bücher veröffentlichte er vorwiegend in Bulgarien, einige erschienen aber auch in Deutschland. Mit dem kommunistischen Umbruch 1944 in Bulgarien wurden seine Publikationen dort wegen Verkörperung eines bulgarischen Ultranationalismus verboten. Sie erlebten jedoch in späterer Zeit Neuauflagen. Zenow verstarb 1949 in Berlin und fand seine letzte Ruhestätte auf dem Südwestkirchhof Stahnsdorf.

## Schriften
- Wer hat Moskau in Brand gesteckt? (=Historische Studien H. 17), Berlin 1900 (Diss.); ND Vaduz 1965
- Praotečestvoto i praezikǔt na bǔlgaritĕ: istoriko-filologičeski izdirvanija vŭz osnova na pǔrvoiztočnici, Sofija 1907
- Proizchodŭt na Bǔlgaritě i načalo na bŭlgarskata dǔržova i bǔlgarskata crǔkva, Sofija 1910; ND Varna 2005
- Rusija i zavoeva telnitĕ stremezi na surbitĕ: istoriko-političesko izdirvane, Sofija 1915; ND Velko Tarnovo 2004
- Goten oder Bulgaren: quellenkritische Untersuchung über die Geschichte der alten Skythen, Thrakier und Makedonier, Leipzig 1915
- Geschichte der Bulgaren, Berlin 1917
- Das wissenschaftliche Leben in Bulgarien. In: Minerva. Nachrichten für die gelehrte Welt (Berlin), 1/1924, H. 1, S. 13–15.
- Die Abstammung der Bulgaren und die Urheimat der Slawen: eine historisch-philologische Untersuchung über die Geschichte der alten Thrakoillyrer, Skythen, Goten, Hunnen, Kelten u.a., Leipzig 1930
- Az oláhok eredetük szerint hun-bolgárok: Latinŭl és elsö iz en magyar forditásban (= Veszta könyvtár 17), Budapest 1931 (Koautor)
- Geschichte der Bulgaren und der anderen Südslawen von der römischen Eroberung der Balkanhalbinsel bis zum Ende des neunten Jahrhunderts, Leipzig 1935
- Krovatova Bǔlgarija i prokrustvaneto na Bǔlgaritĕ, Sofija 1937; ND Plovdiv 1998; Sofija 2004
- Chunitĕ, koito osnovacha bǔlgarskata dǔržova: technijat proizchod i technoto christjanstvo, Sofija 1940; ND Sofija 2002